# إطار التصنيف المؤسسي الوطني (الهند)
إطار التصنيف المؤسسي الوطني في الهند National Institutional Ranking Framework ( NIRF ) هو منهجية اعتمدتها وزارة التعليم، حكومة الهند، لتصنيف مؤسسات التعليم العالي في الهند. تمت الموافقة على الإطار من قبل وزارة الموارد البشرية والتنمية البشرية وأطلقه وزير تنمية الموارد البشرية في 29 سبتمبر 2015.  اعتمادًا على مجالات عملها، تم تصنيف المؤسسات ضمن 11 فئة مختلفة - بشكل عام، الجامعة، الكليات، الهندسة، الإدارة، الصيدلة، القانون، الطب، الهندسة المعمارية، طب الأسنان والأبحاث.  يستخدم إطار العمل العديد من المتغيرات والقياسات لأغراض التصنيف مثل الموارد والبحث وتصور أصحاب المصلحة. تم تجميع هذه المقاييس في خمس مجموعات وتم تعيين محددات قياس معينة لهذه المجموعات. تعتمد محددات القياس على نوع المؤسسة. شاركت حوالي 3500 مؤسسة طواعية في الجولة الأولى من التصنيف. 
تم تخصيص ميزانية إطار التصنيف المؤسسي الوطني في الهند من 3 كرور روبية هندية (500٬000 دولار أمريكي)  لعام 2021-22.

## خلفية تاريخية
تم إصدار القوائم المُصنفة لعام 2017 بواسطة وزارة الموارد البشرية والتنمية البشرية في 3 أبريل 2017.  بينما في التصنيف الأول الذي تم إصداره في عام 2016، كان لدى NIRF أربع فئات (الجامعات والهندسة والإدارة والصيدلة)، في عام 2017، تمت إضافة فئتين أخريين هما: ما بعد الكلية والكلية. شاركت حوالي 3000 مؤسسة في التصنيف. 
في 3 أبريل 2018، تم إصدار تصنيفات إطار التصنيف المؤسسي الوطني الهندي لعام 2018 والتي شهدت زيادة في عدد المؤسسات المشاركة. 
تم إصدار تصنيف إطار التصنيف المؤسسي الوطني لعام 2019 في 8 أبريل 2019 في 9 فئات شملت بشكل عام الجامعات والهندسة والكليات والإدارة والصيدلة والطب والعمارة والقانون. 
بالنسبة لتصنيفات 2020، شاركت حوالي 3800 مؤسسة في هذه العملية، وهو ما يزيد بنسبة 20 بالمائة عن عام 2019.  تم إصدار القوائم المصنفة لعام 2020 بواسطة MHRD في 11 يونيو 2020. لأول مرة، تم وضع معاهد طب الأسنان ضمن قائمة تصنيف مختلفة. 

## تشكيله
نظمت وزارة الموارد البشرية والتنمية البشرية (MHRD) ورشة عمل ليوم واحد في 21 أغسطس 2014 حول تطوير المنهجيات لتصنيف مؤسسات التعليم العالي في الهند. قرر الاجتماع تشكيل لجنة لتطوير إطار التصنيف الوطني. في وقت لاحق، تقرر أيضًا إشراك ممثلي الجامعات المركزية و IIMs أيضًا في اللجنة المقترحة. بناءً على هذه القرارات، تم تشكيل لجنة أساسية مكونة من 16 عضوًا في 29 أكتوبر 2014 مع سكرتير (HE، وزارة الموارد البشرية والتنمية، كرئيس وسكرتير إضافي (TE) ، وزارة الموارد البشرية والتنمية، كعضو سكرتير. وكان أعضاء آخرين من نواب الأساتذة من جامعة دلهي ، جامعة EFL ، الجامعة المركزية في ولاية غوجارات و JNU ، مدراء المعاهد الهندية للتكنولوجيا IIT كاراجبور ، IIT مدراس، IIM أحمد أباد، IIM بنغالور ، NIT تيروتشيرابالي، NIT ارانجال، IIIT &amp; M جواليور، IISER بوبال، واس دلهي، NAAC ، ورئيس الرابطة الوطنية لكرة السلة . 
اختصاصات اللجنة:
- اقتراح إطار وطني لقياس الأداء وترتيبه نوعين: الموسسات - والبرامج

- اقتراح الهيكل التنظيمي والآلية المؤسسية والعمليات للتنفيذ جنبًا إلى جنب مع الجداول الزمنية لإطار التصنيف الوطني.

1. اقتراح آلية لتمويل مخطط إطار التصنيف الوطني.
2. اقتراح روابط مع المجلس الوطني للتقييم والاعتماد (NAAC) والمجلس الوطني للاعتماد (NBA) ، إن وجد.

حددت اللجنة الأساسية مجموعة من المعايير القابلة للقياس لاستخدامها كمقاييس لتصنيف المؤسسات. تم تجميع هذه المعلمات في خمسة عناوين رئيسية. اقترحت اللجنة المعايير والأوزان التي ستخصص لمجموعات مختلفة من المعايير في حالة مؤسسات التعليم الهندسي وتركت مهمة تنفيذ تمارين مماثلة للمؤسسات ذات التخصصات الأخرى للهيئات المختصة الأخرى. أعدت المسودة الأولية للتقرير سوريندرا براساد، رئيس المجلس الوطني للاعتماد وعضو اللجنة الأساسية.
شكلت لجنة المنح الجامعية لجنة خبراء في 9 أكتوبر 2015 لتطوير إطار عمل لتصنيف الجامعات والكليات في الهند وقد تم دمج الإطار الذي طورته لجنة الخبراء هذه في الإطار الاساسي.  كما اقترحت اللجنة الأساسية إطارًا لتصنيف المؤسسات التي تقدم تعليمًا إداريًا أيضًا.  طور مجلس عموم الهند للتعليم الفني معايير ومقاييس للمؤسسات المرتبة التي تقدم تعليم الصيدلة  وكذلك تعليم الهندسة المعمارية. 

## توصيات اللجنة الأساسية
فيما يلي بعض توصيات اللجنة الأساسية: 
- يجب أن تستند مقاييس تصنيف المؤسسات الهندسية إلى المعايير المتفق عليها من قبل اللجنة الأساسية.
- تم تنظيم المعلمات في خمسة رؤساء أو مجموعات واسعة وتم تقسيم كل مجموعة إلى مجموعات فرعية مناسبة. كل رأس مجلس عريض له وزن إجمالي مخصص له. داخل كل رأس، يجب أن يكون للرؤوس الفرعية أيضًا توزيعات الوزن المناسبة.
- تم اقتراح مقياس مناسب يحسب درجة تحت كل رأس فرعي. ثم يتم إضافة درجات العنوان الفرعي للحصول على درجات لكل رئيس على حدة. يتم احتساب النتيجة الإجمالية بناءً على الأوزان المخصصة لكل رأس. يمكن أن تأخذ الدرجة الإجمالية قيمة قصوى تبلغ 100.
- أوصت اللجنة بتصنيف المؤسسات إلى فئتين: